# Mannà
|  | Per a altres significats, vegeu «Manna (desambiguació)». |

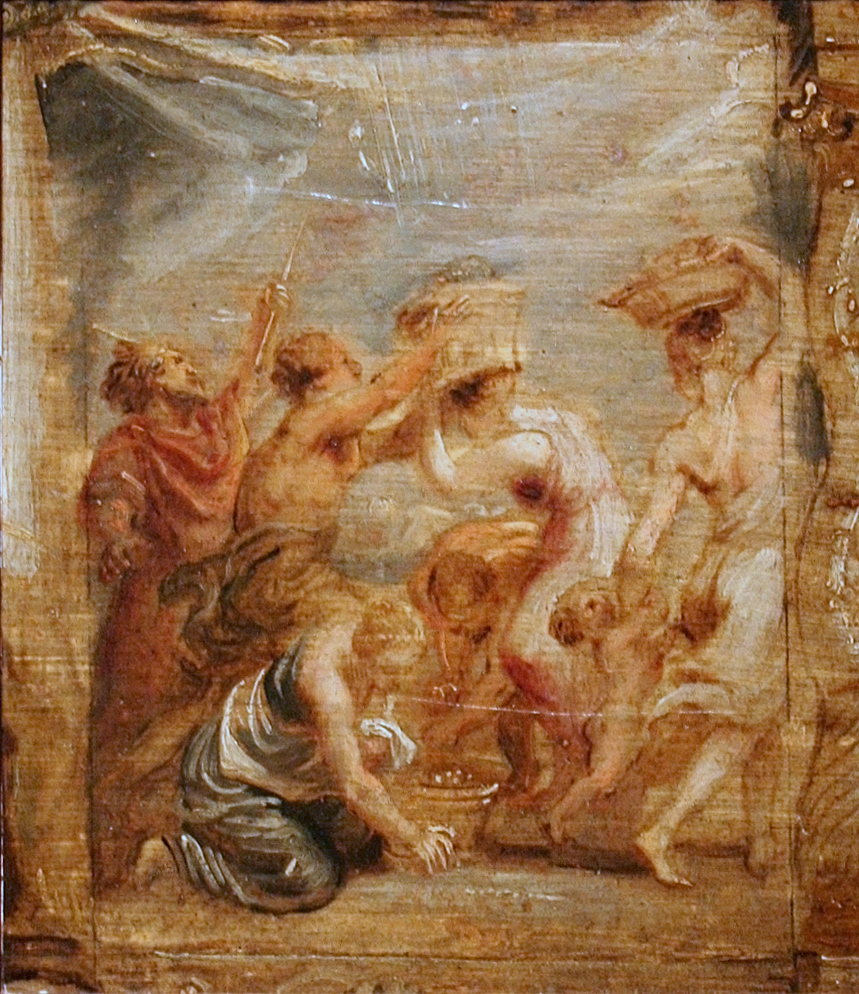
Mannà (Rubens)

Mannà (hebreu:מן), segons el llibre de l'Èxode, és l'aliment que va enviar Déu al poble hebreu durant la travessa del desert.

## Descripció
Segons la Bíblia el mannà era enviat per Déu tots els dies durant l'estada del poble d'Israel al desert.
Tots els dies menys dissabte, per això havia de ser recol·lectada una doble ració el divendres. En referències jueves clàssiques es diu que el mannà tenia el gust i l'aparença d'allò que hom més desitjava.
Els estudis botànics actuals apunten a fer-nos pensar que el mannà bíblic fos realment el fruit d'una planta, del gènere Fraxinus i concretament la Fraxinus ornus.
La paraula "mannà" prové de l'hebreu (מָן) a través de l'aramaic (מַנָּא). Ex 16, 15explica que, quan els hebreus van veure l'aliment que Déu els enviava, digueren: מָן הוּא (man hû'?), és a dir, "què és això?", que també es pot traduir (perquè en hebreu no hi ha signes d'interrogaciò) "man és això".
El pronom interrogatiu מָן (man) és una forma arcaica del més comú en hebreu clàssic מַה (ma). En realitat, aquest segon és una evolució del primer passant per una assimilació de la nun a la primera lletra de la paraula següent (que per això porta quasi sempre un dages).

## Mannàs diversos
Al sud d'Itàlia i Sicília es conrea el freixe de flor o freixe del mannà (Fraxinus ornus) per a l'obtenció del "mannà", beguda ensucrada molt benvolguda per les seves propietats laxants. Per a això, se sagna l'arbre durant l'estiu, fent unes incisions en l'escorça per les quals flueix aquest líquid.